# Dons (cantant)
Artūrs Šingirejs (Brocēni, 10 d'abril de 1984), més conegut com a Dons, és un cantant i compositor letó. És un dels cantants més populars de Letònia, després d'haver guanyat set vegades el premi Top Radio Hit dels Latvian Music Recording Awards per la cançó més tocada.
Va representar a Letònia al Festival de la Cançó d'Eurovisió 2024 amb la cançó Hollow a Malmö, Suècia.
Ha publicat vuit àlbums en solitari i ha guanyat nombrosos premis, com ara la cançó de l'any Muzikālās Banka ('Musical Bank') de Latvijas Radio cinc vegades. Als Premis de gravació de música de Letònia, ha guanyat dues vegades el millor àlbum pop de cinc nominacions per a Varanasi (2014) i Tūrists (2020). Ha guanyat el millor àlbum de rock una vegada de dues nominacions amb Lelle (2008) i ha estat nominat una vegada al millor àlbum de pop-rock amb Signāls (2013). El 2024, va guanyar el concurs de cançons Supernova amb el seu senzill en anglès "Hollow" per representar Letònia al Festival de la Cançó d'Eurovisió. Anteriorment, va intentar representar Letònia al Festival de la Cançó d'Eurovisió dues vegades amb les cançons "My Religion is Freedom" (2010) i "Pēdējā Vēstule" (2014), acabant en segon lloc en les dues vegades a la final nacional de Letònia.  

## Biografia
Artūrs Šingirejs va néixer el 10 d'abril de 1984 a Brocēni, districte de Saldus, el seu pare bielorús i mare letona, que va actuar professionalment com a solista al grup Liepāja Santa (el seu líder era Zigmars Liepiņš). Té un germà i tres germanes, una de les quals va ser la primera a animar-lo a actuar a l'escenari als quatre anys. La seva mare li va ensenyar anglès des dels 6 anys i ell atribueix a Freddie Mercury com un dels seus primers ídols musicals. Va estudiar piano a l'Escola de Música de Saldus. Va tenir la seva primera actuació en solitari als 16 anys i va declarar: "La meva primera actuació va ser a l'escola, i em vaig adonar que volia fer això; hi ha alguna cosa aquí que m'uneix". Més tard estudiaria arts culinàries abans de tornar a la música com a professió. Va aprendre a tocar la guitarra i cantar mitjançant l'autoestudi.

## Vida personal
Quan se li va preguntar si hi ha alguna diferència entre la seva personalitat escènica i el seu jo privat, Dons va dir: "En absolut, Dons potser és més fort que Artūrs. Artūrs és més tranquil i més tranquil. Jo diria que són germans bessons. Artūrs és més gandul que Artūrs. Dons, aquesta és l'única diferència. Quan hi ha feina per fer, Dons sempre portarà a Artūrs a treballar". Dons és un àvid per la forma física, l'exercici i ser un practicant de ioga. És un fan de la National Basketball Association. Sovint viatja arreu del món, havent viscut a Londres i als Estats Units. És propietari de l'Engure Café amb Kaspars Roga, que és el bateria de Prāta Vētra (Brainstorm).
Dons estava casat amb Lily (nom real Linda Kalniņa), a qui va conèixer mentre era concursant al reality show letó Talantu Fabrikā ('Talent Factory'). Els dos es van casar des del 2009 fins al 2013. Actualment té una relació amb Madara Mālmane.

## Discografia

### Com a solista

#### Àlbums d'estudi
- 2006 – Lights On
- 2008 – Lelle
- 2013 – Signāls
- 2014 – Varanasi
- 2015 – Sibīrija
- 2016 – Tepat
- 2018 – Namiņš. Kaste. Vārdi
- 2020 – Tūrists

#### Gravacions de concerts
- 2014 – Koncertieraksts Dons Varanasi
- 2017 – Dons. Tepat. Koncerts arēnā Rīga

#### Senzills
- 2017 – Pa ceļam
- 2017 – Zelta kamanas
- 2019 – Es nāktu mājās
- 2019 – Lūdzu vēl neaizej
- 2020 – Ilgoties man nesanāk
- 2020 – Tūrists
- 2020 – Mans eņģelis
- 2021 – Piedošana
- 2021 – Tas rakstīts debesīs
- 2022 – Tavs pieskāriens
- 2022 – Brīnišķīga diena
- 2023 – Lauzto šķēpu karaļvalsts/Hollow

### Dons & Lily
- 2004 – Viens otram